# دفتر چاپ دولت ایالات متحده آمریکا
دفتر چاپ دولت ایالات متحده آمریکا(به انگلیسی: United States Government Printing Office) به اختصار (GPO) یک سازمان از قوه قانون‌گذاری دولت فدرال ایالات متحده آمریکا می‌باشد. این دفترخانه اسناد و مدارک تولید شده و مورد مصرف دولت فدرال از جمله دیوان عالی، کنگره، ستاد کارکنان ریاست جمهوری، وزارات مجریه و سازمان‌های مستقل را چاپ می‌کند.

## تاریخچه
جی‌پی‌او در تاریخ ۲۳ ژوئن ۱۸۶۰ طبق قطعنامه کنگره ۲۵ تأسیس شد. این دفتر کار خود را از ۴ مارس ۱۸۶۱ با ۳۵۰ کارمند آغاز کرد و در سال ۱۹۷۲ با داشتن ۸٬۵۰۰ کارمند، به اوج افراد شاغل در خود رسید. سازمان از دهۀ ۱۹۸۰ شروع به کامپیوتری کردن اطلاعات و جایگزینی کاغذ با وسایل الکترونیکی نمود که باعث کاهش قابل توجهی در تعداد کارکنان شد.
از روز اول تأسیس، جی‌پی‌او در خیابان عمارت پارالمانی شمالی واشینگتن، دی. سی. قرار داشت. وظایف جی‌پی‌او در بخش چاپ ملی و اسناد اصل ۴۴ام قوانین ایالات متحده آمریکا تعریف شده‌است. 
چاپگر ملی که مسئول دفتر چاپ است، توسط رئیس‌جمهور و با مشورت و رضایت مجلس سنا انتخاب می‌شود. چاپگر ملی نیز یک سرپرست اسناد انتخاب می‌کند. سرپرست اسناد (SuDocs)، مسئول انتشار اطلاعات در جی‌پی‌او می‌باشد. این کار از طریق برنامه مخزن کتابخانه‌های فدرال، برنامه فهرست‌نویسی و نمایه سازی و برنامه فروش نشریه و همچنین با همکاری مرکز اطلاعات شهروندی فدرال واقع در پوابلو، کلرادو انجام می‌گیرد. آدلاید هاس مبدع سیستم طبقه‌بندی سرپرست اسناد است.
جی‌پی‌او اولین برای رکوردهای کنگره و آمارهای فدرالی سال‌های ۱۹۹۷-۱۹۹۱ از کاغذهای ۱۰۰٪ بازیافتی استفاده کرد. از سال ۲۰۰۹ نیز دوباره استفاده از کاغذهای بازیافتی از سر گرفته شد.
در مارس ۲۰۱۱، جی‌پی‌او یک مجله متشکل از تاریخچهٔ ۱۵۰ سالهٔ سازمان را تحت عنوان مطلع نگاه‌داشتن آمریکا منتشر کرد.

## اسناد دولتی چاپ‌شده

### مجلات رسمی دولتی

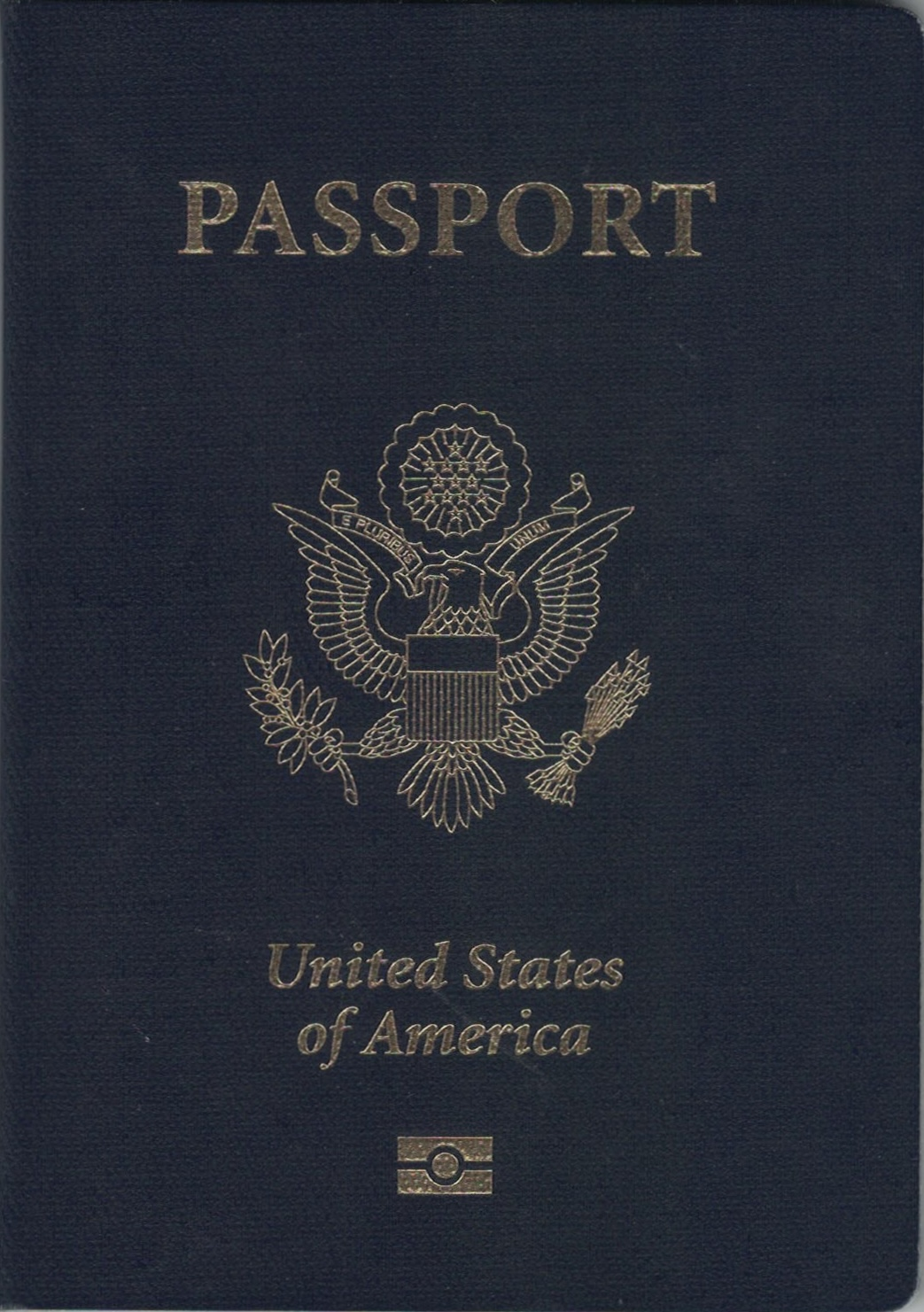
گذرنامه الکترونیک جدید منتشر شده توسط جی‌پی‌او.

جی‌پی‌او برای اکثر کارهای چاپی دولتی با شرکت‌های ثالث قرارداد می‌بندد اما مجلات رسمی را خود منتشر می‌کند:
- قوانین مقررات فدرالی
- حقوق خصوصی و عمومی
- رکوردهای کنگره
- آمارهای فدرال
- قوانین ایالات متحده آمریکا
- اساسنامه کلی ایالات متحده آمریکا
- مجله کاخ سفید و مجله مجلس سنا

### گذرنامه‌ها
جی‌پی‌او از دههٔ ۱۹۲۰ گذرنامه‌های آمریکایی را تولید می‌کرده‌است. وزارت امور خارجه ایالات متحده آمریکا از سال ۲۰۰۶ صدور گذرنامه‌های الکترونیک را آغاز کرد. گذرنامهٔ الکترونیک یک تراشه جاسازی شده داخل جلد گذرنامه می‌باشد که شامل همان اطلاعاتی که روی کاغذ است می‌شود (نام، تاریخ و محل تولد، جنسیت، تاریخ صدور و انقضای گذرنامه، شمارهٔ گذرنامه و عکس صاحب). جی‌پی‌او گذرنامه‌های الکترونیک خالی را تولید می‌کند و وزارت امور خارجه آن‌ها را برنامه و اطلاعات می‌ریزد. جی‌پی‌او از سال ۲۰۰۷ از تولید گذرنامه‌های سنتی دست کشید و بر روی گذرنامه‌های الکترونیک متمرکز شد.